# Hermann Werner von Brabeck
Hermann Werner von Brabeck (* 28. Januar 1739; † 12. Juli 1785) war ein römisch-katholischer Geistlicher und Domherr in verschiedenen Bistümern.

## Leben
Hermann Werner von Brabeck entstammte der westfälischen Adelsfamilie Brabeck. Er war der Sohn des Drosten Jobst Edmund von Brabeck und dessen Gemahlin Felicitas Maria Mauritia von Kerckerinck zu Stapel. Sein Bruder Friedrich Mauritz war ebenfalls Domherr in Münster. Nach Abschluss des Bienniums, welches Voraussetzung für den geistlichen Stand war, erhielt Hermann Werner 1753 ein Domkanonikat in Hildesheim. Hier stieg er im Jahre 1777 zum Domkustos auf. Bereits 1746, als Siebenjähriger, hatte er die Possession einer Präbende am Lübecker Dom erhalten. Er war einer der jeweils vier katholischen Domherren im sonst lutherischen Lübecker Domkapitel. Durch den Verzicht des Hermann Adolf von Nagel kam Hermann Werner im Jahre 1764 in den Besitz einer münsterschen Dompräbende. Hier wurde er am 7. Juni des Jahres aufgeschworen. Sein Cousin Franz von Landsberg übertrug ihm 1766 ein in seinem Turnus frei gewordenes Domkanonikat in Paderborn. Hermann Werner war sehr ehrgeizig und trat bei der Koadjutorwahl 1785 mit geringen Erfolgsaussichten gegen Franz Egon von Fürstenberg an und hatte keine Chancen. Hermann Werner war Subdiakon. Seine Lübecker Präbende ging an Franz Ferdinand von Elmendorff.